# Eckart
Eckart (Eckhard), "den trogne", är en i den tyska hjältesagan förekommande gestalt, som är en personifikation av tysk trohet.
I Didrikssagan skildras hur han varnade harlungarna Fritel och Imbreck för det anfall som hotade dem från den otrogne Sibichs sida. Enligt Tannhäusersagan sitter han utanför Venusberget för att till yttersta dagen varna dem som vill gå in i det.
Jörg Wickram använde Eckart i pjäsen Der trew Eckart från 1532. Johann Wolfgang Goethe gjorde honom till huvudperson i balladen Der getreue Eckart från 1813 och Ludwig Tieck skildrade honom i Phantasus.
I Österrike utgavs 1923–1955 den högernationalistiska tidskriften Der getreue Eckart (namngiven efter Eckart). Den fick en efterträdare kallad Eckartbote som sedan 2002 heter Der Eckart(de).